# Voith-Marguerre-Kupplung
Die Voith-Marguerre-Kupplung gestattet die Ankopplung von Bahnstromgeneratoren an Wechselstromgeneratoren.
Die übliche Frequenz des Wechselstroms aus Kraftwerken beträgt 50 Hertz. Die Turbinen, die die sog. Dreiphasen-Generatoren für 50 Hz antreiben, laufen mit 3000/min (große Turbosätze zum Beispiel in Kernkraftwerken auch mit 1500/min).
Die Züge der Bahn hingegen fahren mit Einphasen-Wechselstrom von 16,7 Hertz. Diese Generatoren drehen nur mit 1000/min.
Um mit einer Turbine sowohl Dreiphasen-Generatoren als auch Bahnstromgeneratoren betreiben zu können und die Leistung beliebig zwischen den beiden Generatoren verteilen zu können, erfand Fritz Marguerre die Voith-Marguerre-Kupplung. Es handelt sich hierbei um eine hydraulische Kupplung. Sie wird dem 50 Hz-3-Phasengenerator, der starr mit der mit 3000/min drehenden Turbine verbunden ist, nachgeschaltet. Anschließend wird in einem Getriebe die Drehzahl auf die Nenndrehzahl des Bahnstromgenerators (1000/min) herabgesetzt. Je nach Füllgrad der hydraulischen Kupplung kann gezielt eine entsprechende Leistung auf den Bahnstromgenerator übertragen werden. Sie wurde zuerst im Großkraftwerk Mannheim sowohl bei Maschine 11 als auch Maschine 12 angewendet.
Die Gesamtleistung der Turbine und des Dreiphasen-Generators beträgt bei beiden Maschinen jeweils ca. 44 MW, die des Bahnstromgenerators ca. 12,5 MW.
Die Kupplungen und Getriebe wurden zusammen mit den Bahnstromgeneratoren zu Beginn der 1990er Jahre abgerissen, um Platz für eine neue Fernwärmeturbogruppe zu schaffen. Teile dieser Kupplung sind heute am Firmensitz von Voith zu besichtigen. Die Turbinen und die zugehörigen 3-Phasengeneratoren von M11 und M12 sind bis heute (Stand 2014) noch betriebsbereit und finden vereinzelt im Winter noch Verwendung.